# خان أنطون بك

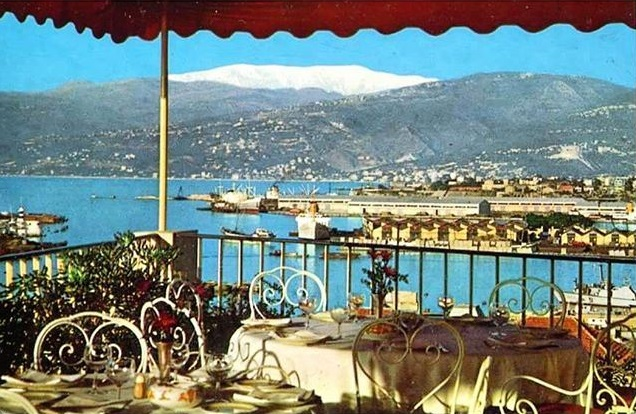
منظر من شرفة مطعم "lucullus" (الجديد وليس القديم) بالقرب من خان أنطون بك في عام 1970 في بيروت

خان أنطون بك هو من أبرز خانات بيروت في عهد عبد الحميد الثاني، وهو الوحيد من بين خانات بيروت الذي بقي صامدًا حتى أواخر القرن العشرين إلى أن تهدم بفعل ما أُصيب به من شظايا رصاص وقنابل خلال الحرب الأهلية اللبنانية، وقد أصبح مكانه الآن ما يُعرف بشارع رصيف الميناء.